# Thọ Diên
Thọ Diên là một xã thuộc huyện Thọ Xuân, tỉnh Thanh Hóa, Việt Nam.
Xã Thọ Diên có diện tích 4,15 km², dân số năm 1999 là 6387 người, mật độ dân số đạt 1539 người/km².
Đặc sản: Bánh gai Tứ Trụ.